# Советская площадь (Новомосковск)
Сове́тская пло́щадь — городская площадь в центре Новомосковска.

## История
В июле 1938 года на площади завершилось строительство здания Горсовета, в котором в настоящее время располагается офис банка «ВТБ», супермаркет «Пятёрочка» и ряд других организаций.
7 ноября 1938 года были закончены работы по художественному оформлению городской площади. Были установлены монумент Сталина, с правой стороны у края площади бюст Ленина, а напротив его, на другом конце площади, бюст Кирова. Монумент Сталина и остальные бюсты после 90-х будут снесены.
В декабря 1941 года, с целью недопущения оставления гитлеровской армии социальных объектов, отходящей советской 239-й стрелковой дивизией согласно приказу 50-й армии на городской площади было подожжено здание горсовета и баня.
5 ноября 1946 года, по проекту архитектора Виктора Калмыкова, на площади завершилось строительство кинотеатр «Победа», построенного строителями комбината «Москвоуголь». В 2018 году по решению суда, в связи с нарушениями требований пожарной безопасности, «Победа» была закрыта. В 2021 году планируется реконструкция здания, в котором разместится ЗАГС и коллегия мировых судей.
30 декабря 1948 года на площади силами Горкомхоза и треста «Сталиногорскуголь» впервые была установлена новогодняя ёлка.
В 1957 году к фестивалю молодежи и студентов на месте сожжёной бани,  был создан сквер с фонтаном. В 1999 году на месте фонтана была обустроена клумба с цвета. В 2007 году скульптором Виктором Николаевичем Власовым был осуществлён проект реставрации фонтана.
В 1960 году около кинотеатра «Победа» был разбит «Сиреневый» сквер. В начале 90-х годов сквер был уничножен.
29 мая 1966 года на площади впервые был проведен общегородской праздник — День химика.
31 мая 1987 года впервые прошел праздник, посвящённый Дню города.
31 августа 2019 года в Новомосковске впервые прошло праздничное мероприятие – День площади. В этот день среди жителей города был проведён опрос по благоустройству территории площади и прилегающего сквера.
17 декабря 2019 года проект реконструкции площади был представлен на пресс-конференции министерства ЖКХ Тульской области. Проект благоустройства общественного пространства городской площади был разработан архитектурным бюро «Верста».
В 2020 году, в связи с распростронением COVID-19 в России, старт работ по реконструкции был перенесён на 2021 год.
16 марта 2021 года в Новомосковске приступили к реализации проекта – реконструкции городской площади.
В декабре конце этого же года проект реконструкции и благоустройства площади был завершён. 
24 декабря 2021 года была проведена церемония открытия новой городской ёлки. На территорию городского парка культуры и отдыха была перенесена ёлка советского периода. 
22 декабря 2022 года после реконструкции бывшего кинотеатра "Победа" торжественно открылся лучший в ЦФО новый Дворец бракосочетаний и правосудия. В день открытия Дворца в нём было создано шесть новых семей. В здании залы судебных заседаний. В них переведены шесть судебных участков. 
- Городская новогодняя ёлка советского периода